# Herschel (observatorio espacial)
El Observatorio Espacial Herschel es una misión de la Agencia Espacial Europea. El lanzamiento se realizó el 14 de mayo de 2009 a bordo de un Ariane 5 junto con el observatorio Planck, con el objetivo de  que entrasen en órbita a 1,5 millones de km de la Tierra, en el segundo de los puntos de Lagrange del sistema Tierra-Sol.
La misión era denominada anteriormente Far Infrared and Submilimetre Telescope (FIRST), y fue el primer observatorio espacial en cubrir completamente el espectro infrarrojo lejano y longitudes de onda submilimétricas, y su telescopio tuvo el mayor espejo desplegado hasta su época en el espacio (3,5 m). Este observatorio estaba especializado en la observación de objetos distantes, poco conocidos. Para el correcto funcionamiento de sus instrumentos, estos se debían mantener refrigerados por debajo de los 2 K (-271 °C).
El observatorio tenía aproximadamente 7 metros de longitud y pesaba unas 3,25 t. La mayor parte del peso de la sonda se debía a los depósitos de helio usados para generar las bajísimas temperaturas necesarias para los detectores de infrarrojos.
La misión recibió su nombre en honor de William Herschel, descubridor del espectro infrarrojo.
El observatorio siguió funcionando a pleno rendimiento hasta el 29 de abril de 2013, al quedarse sin el líquido refrigerante necesario para mantenerse frío.

## Desarrollo
En 1982 el Far Infrared and Sub-millimetre Telescope (FIRST) fue propuesto a la ESA. El plan de política a largo plazo de la ESA "Horizon 2000", producido en 1984, requería una misión de "Espectroscopía heterodina de alto rendimiento" como una de sus misiones fundamentales. En 1986, FIRST fue adoptada como esta misión fundamental. Fue seleccionado para su implementación en 1993, a partir de un estudio industrial en 1992–1993. El concepto de la misión se rediseñó desde la órbita terrestre hasta el punto de Lagrange L2, en la luz de la experiencia adquirida con el Observatorio Espacial Infrarrojo de (2,5–240 µm) en 1995–1998. En 2000, FIRST pasó a llamarse Herschel. Tras ser licitada en el año 2000, la actividad industrial comenzó en 2001. Herschel se lanzó en 2009.
El costo de la misión Herschel fue de 1100 millones de euros. Esta cifra incluye la nave espacial y la carga útil, los gastos de lanzamiento y misión y las operaciones científicas.

## Objetivos
Herschel se especializó en recolectar luz de objetos en el Sistema Solar así como en la Vía Láctea e incluso objetos extragalácticos de miles de millones de años luz de distancia, como galaxias recién nacidas, y se le encomendó cuatro áreas principales de investigación:
- Estudiar la formación de galaxias en el universo primitivo y su evolución.
- Investigar la creación de estrellas y su interacción con el medio interestelar.
- Observar la composición química de la atmósfera y la superficie de cometas, planetas y satélites.
- Examinar la química molecular del universo.

Durante la misión, Herschel "realizó más de 35000 observaciones científicas" y "acumuló más de 25000 horas de datos científicos de aproximadamente 600 programas de observación diferentes".

## Instrumentos
La misión involucró al primer observatorio espacial en cubrir la banda de onda completa en infrarrojo lejano y submilimétrica. De 3,5 metros de ancho, Herschel llevó el telescopio óptico más grande jamás desplegado en el espacio. No estaba hecho de vidrio, sino de carburo de silicio sinterizado. El blanco del espejo fue fabricado por Boostec en Tarbes, Francia; molido y pulido por Opteon Ltd. en el Observatorio Tuorla, Finlandia; y recubierto por deposición al vacío en el Observatorio de Calar Alto en España.
La luz reflejada por el espejo se centró en tres instrumentos, cuyos detectores se mantuvieron a temperaturas inferiores a 2 K (−271 °C). Los instrumentos se enfriaron con más de 2300 litros de helio líquido, hirviendo en un vacío cercano a una temperatura de aproximadamente 1,4 K (−272 °C). El suministro de helio a bordo de la nave espacial fue un límite fundamental para la vida útil operativa del observatorio espacial; originalmente se esperaba que estuviera operativo durante al menos tres años.
Herschel llevaba tres detectores:
- Photodetector Array Camera and Spectrometer (PACS)
- Spectral and Photometric Imaging REceiver (SPIRE)
- Instrumental heterodino para el infrarrojo lejano (HIFI)

PACS y SPIRE permitieron observar a Herschel en seis "colores" diferentes dentro del infrarrojo lejano. Ambos instrumentos podían funcionar como espectrómetros de baja resolución. HIFI es un detector heterodino de un solo pixel que funciona como espectrómetro de muy alta resolución.
Todos los instrumentos se encontraban refrigerados por Helio líquido superfluido. Algunas partes de los instrumentos PACS y SPIRE se refrigeraban con ³He para conseguir temperaturas (0,3 K) cercanas al cero absoluto. Cada instrumento se enfría por separado según era usado, para ahorrar refrigerante. 
Los instrumentos PACS y SPIRE podían observar como cámaras en modo paralelo para conseguir un mayor número de "colores" simultáneamente. Este modo de observación es apropiado para escaneos de grandes áreas con un pequeño gasto adicional de refrigerante. 

### PACS
PACS se componía en realidad de dos instrumentos independientes: una cámara y un espectrómetro de campo integral. Ambos funcionaban en la banda de 55 a 210 μm. Solo se podía usar uno de los dos instrumentos a un mismo tiempo.
La cámara se componía de dos sensores fotométricos multipixel. Podía observar en dos frecuencias simultáneamente, centrada la primera en 75 o 110 μm y la segunda en 150 μm. El primer sensor tiene 64 × 32 pixeles y el segundo dispone de 32 × 16 pixeles. El campo de visión es de 1,75 × 3,5 minutos de arco y la resolución de la cámara es, para ambos sensores, superior a la determinada por el límite de difracción del telescopio, con lo que se conseguía la máxima resolución posible a estas frecuencias.
El espectrómetro de campo integral tenía un campo de visión de 47 × 47 segundos de arco muestreado por 5 × 5 pixeles en la dimensión espacial. La resolución espectral iba desde unos 75 a unos 300 km/s con una cobertura de unos 1500 km/s. También disponía de dos sensores, bolómetros en este caso, que permitían observar en dos bandas simultáneamente.

### SPIRE
SPIRE disponía de una cámara fotométrica que puede observar en tres frecuencias simultáneas, centradas en 250, 350 y 500 μm, y de un espectrómetro de transformada de Fourier. Todos los sensores son bolómetros refrigerados a 0,3 K con ³He.
Esta cámara podía observar en las tres bandas simultáneamente. Los detectores individuales de los sensores se alineaban en una matriz hexagonal distribuida de tal forma que 10 de los detectores de cada uno de los 3 sensores se encuentran alineados. El sensor centrado en 500 μm dispone de 43 detectores, el centrado en 350 μm de 88 y el centrado en 250 μm de 139. El campo de visión es de 4 × 8 minutos de arco.
El espectrómetro podía observar en dos bandas, 194-324 μm y 316-672 μm, con 37 y 19 detectores respectivamente. La resolución espectral se podía ajustar a valores entre 300 y 24000 km/s con una cobertura que puede ir de unos 2500 a 200000 km/s dependiendo del sensor, la frecuencia y la configuración.

### HIFI
HIFI era un espectrómetro de muy alta resolución que solo puede observar un punto. El instrumento disponía de 7 mezcladores del sistema heterodino que se corresponden con distintos rangos de frecuencia. Los 2 de frecuencias más altas, de 1410 GHz a 1910 GHz (157 a 213 μm) son mezcladores HEB (Hot Electron Bolometer; bolómetros de electrones calientes en español) y los 5 de frecuencias más bajas de 480 GHz a 1250 GHz (240 a 625 μm) son mezcladores SIS (Superconductor Isolator Superconductor; superconductor aislante superconductor en español). El ancho de banda de la observación espectral es de 2,4 o 4 GHz dependiendo del tipo de mezclador. De esta manera se obtienen resoluciones espectrales máximas desde 0,02 hasta 0,6 km/s en coberturas desde 625 hasta 2500 km/s, dependiendo de la frecuencia.
El rango de frecuencias de HIFI era muy similar al de SPIRE. SPIRE, al ser un bolómetro multipixel es muy sensible a la radiación continua y está adaptado para hacer imágenes, sin embargo no es apropiado, en general, para la observación de líneas espectrales. Aunque HIFI solo tiene un pixel con su sensibilidad y resolución espectral es muy apropiado para este tipo de observaciones.

## Módulo de servicio
Un módulo de servicio (SVM) común fue diseñado y construido por Thales Alenia Space en su planta de Turín para las misiones Herschel y Planck, ya que se combinaron en un solo programa.
Estructuralmente, las SVM de Herschel y Planck son muy similares. Ambos SVM tienen forma octogonal y, para ambos, cada panel está dedicado a acomodar un conjunto designado de unidades térmicas, teniendo en cuenta los requisitos de disipación de calor de las diferentes unidades térmicas, de los instrumentos y de la nave espacial.
Además, en ambas naves espaciales se ha logrado un diseño común para los sistemas de aviónica, los sistemas de medición y control de actitud (ACMS), los sistemas de gestión de datos y mando (CDMS), los subsistemas de potencia y el subsistema de seguimiento, telemetría y mando (TT&C).
Todas las unidades de naves espaciales en el SVM son redundantes.

### Subsistema de potencia
En cada nave espacial, el subsistema de energía consta de los conjuntos solares, empleando células solares de unión triple, una batería y la unidad de control de energía (UCP). Está diseñado para interactuar con las 30 secciones de cada panel solar, proporcionar un bus de 28 V regulado, distribuir esta energía a través de salidas protegidas y manejar la carga y descarga de la batería.
Para Herschel, el conjunto solar se fija en la parte inferior del deflector diseñado para proteger el criostato del sol. El sistema de control de actitud de tres ejes mantiene este deflector en dirección al sol. La parte superior de este deflector está cubierta con espejos reflectores solares ópticos (OSR) que reflejan el 98% de la energía solar, evitando el calentamiento del criostato.

### Control de actitud y órbita
Esta función lo realiza el ordenador de control de actitud (ACC), que es la plataforma para el ACMS. Está diseñado para cumplir con los requisitos de apuntamiento y giro de la carga útil de Herschel y Planck.
La nave espacial Herschel está estabilizada en tres ejes. El error de puntería absoluto debe ser inferior a 3,7 segundos de arco.
El sensor principal de la línea de visión en ambas naves espaciales es el rastreador de estrellas.

## Lanzamiento y órbita

Animación de la trayectoria del Observatorio Espacial Herschel del 14 de mayo de 2009 al 31 de agosto de 2013
Observatorio Espacial Herschel·
Tierra

La nave espacial, construida en el Centro espacial de Cannes Mandelieu, bajo el contrato de Thales Alenia Space, se lanzó con éxito desde el Centro espacial de Guayana en la Guayana Francesa a las 13:12:02 UTC del 14 de mayo. 2009, a bordo de un cohete Ariane 5, junto con la nave espacial Planck, y colocado en una órbita muy elíptica en su camino hacia el segundo punto lagrangiano. El perigeo de la órbita era de 270,0 km (previsto en 270.0±4.5), apogeo 1 197 080 km (previsto en 1 193 622±151 800), inclinación 5,99 grados (previsto en 6.00±0.06).
El 14 de junio de 2009, la ESA envió con éxito la orden de apertura de la cubierta criogénica, lo que permitió al sistema PACS ver el cielo y transmitir imágenes en unas pocas semanas. La tapa tenía que permanecer cerrada hasta que el telescopio estuviera en el espacio para evitar la contaminación.
Cinco días después, la ESA publicó el primer conjunto de fotos de prueba, que representaban al Grupo M51.
A mediados de julio de 2009, aproximadamente sesenta días después del lanzamiento, entró en una órbita de halo de 800 000 km de radio medio alrededor del segundo punto lagrangiano (L2) del sistema Tierra-Sol, a 1,5 millones de kilómetros de la Tierra.

## Descubrimientos

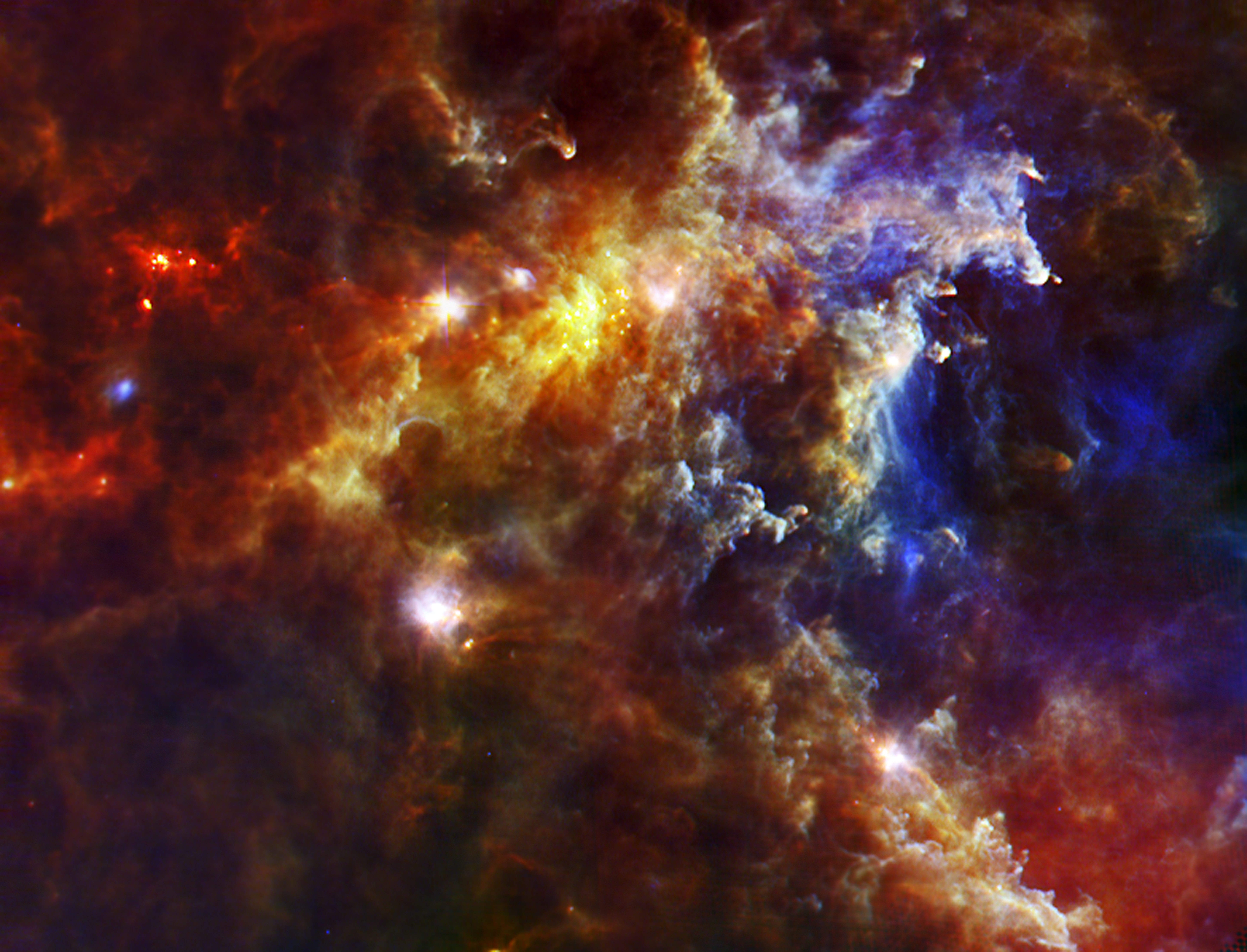
Imagen de la Nebulosa Roseta capturada por Herschel

El 21 de julio de 2009, la puesta en marcha de Herschel se declaró exitosa, lo que permitió el inicio de la fase operativa. Se declaró un traspaso formal de la responsabilidad general de Herschel del director del programa Thomas Passvogel al director de la misión Johannes Riedinger.

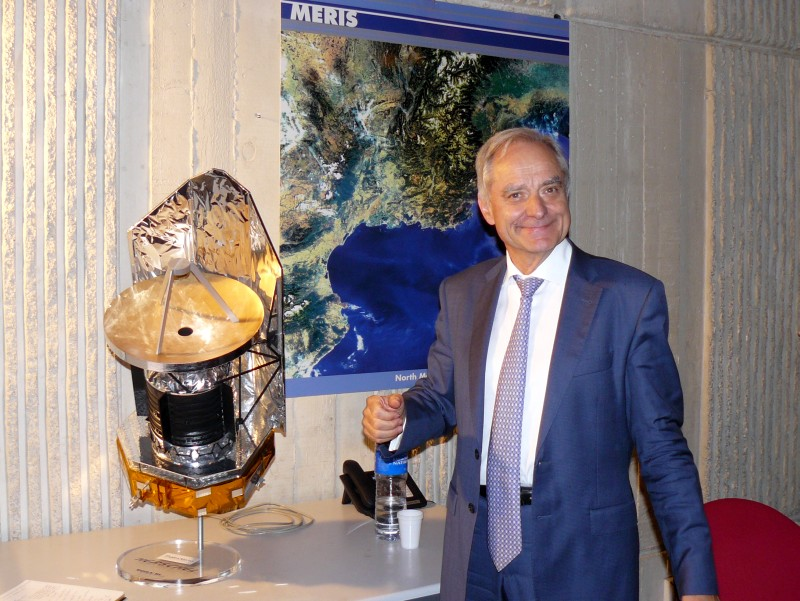
André Brahic, astrónomo, durante una conferencia en el Centro espacial de Cannes Mandelieu

Herschel jugó un papel decisivo en el descubrimiento de un paso desconocido e inesperado en el proceso de formación estelar. La confirmación inicial y posterior verificación a través de la ayuda de telescopios terrestres de un gran agujero de espacio vacío, que anteriormente se creía que era una nebulosa oscura, en el área de NGC 1999 arrojó nueva luz en el camino recientemente formando regiones estelares que desechan el material que las rodea.
En julio de 2010, un número especial de Astronomy and Astrophysics se publicó con 152 artículos sobre los resultados iniciales del observatorio.
En octubre de 2010 se publicó un segundo número especial de Astronomy and Astrophysics sobre el único instrumento HIFI, debido a su falla técnica que lo dejó fuera de servicio durante 6 meses entre agosto de 2009 y febrero de 2010.
El 1 de agosto de 2011 se informó que el oxígeno molecular se había confirmado definitivamente en el espacio con el telescopio espacial Herschel, la segunda vez que los científicos encuentran la molécula en el espacio. Había sido previamente informado por el equipo de Odin.
Un informe de octubre de 2011 publicado en "Nature" afirma que las mediciones de Herschel de los niveles de deuterio en el cometa Hartley 2 sugieren que gran parte del agua de la Tierra podría provenir inicialmente de impactos cometarios. El 20 de octubre de 2011, se informó que se había descubierto vapor de agua fría equivalente a océanos en el disco de acreción de una estrella joven. A diferencia del vapor de agua caliente, previamente detectado cerca de las estrellas en formación, el vapor de agua fría sería capaz de formar cometas que luego podrían llevar agua a los planetas interiores, como se teoriza para el origen del agua en la Tierra.
El 18 de abril de 2013, el equipo de Herschel anunció en otro artículo de "Nature" que había localizado una galaxia estelar excepcional que producía más de 2000 masas solares de estrellas al año. La galaxia, denominada HFLS3, está ubicada en z = 6.34, originándose solo 880 millones de años después del Big Bang.
Apenas unos días antes del final de su misión, la ESA anunció que las observaciones de Herschel habían llevado a la conclusión de que se había enviado agua a Júpiter como resultado de la colisión del cometa Shoemaker–Levy 9 en 1994.
El 22 de enero de 2014, científicos de la ESA utilizando datos de Herschel informaron de la detección, por primera vez definitiva, de vapor de agua en el planeta enano, Ceres, el objeto más grande del cinturón de asteroides. El hallazgo es inesperado porque los cometas, no los asteroides, normalmente se consideran "chorros y penachos". Según uno de los científicos, "las líneas se vuelven cada vez más borrosas entre los cometas y los asteroides."

## Fin de misión

Animación de la trayectoria del Observatorio espacial Herschel alrededor de la Tierra desde el 14 de mayo de 2009 hasta el 31 de diciembre de 2049
Observatorio espacial Herschel·
Tierra

El 29 de abril de 2013, la ESA anunció que el suministro de helio líquido de Herschel, utilizado para enfriar los instrumentos y detectores a bordo, se había agotado, poniendo así fin a su misión. En el momento del anuncio, Herschel se encontraba a aproximadamente 1,5 millones de kilómetros de la Tierra. Debido a que la órbita de Herschel en el punto L2 es inestable, la ESA quería guiar la nave en una trayectoria conocida. Los gerentes de la ESA consideraron dos opciones:
- Colocar Herschel en una órbita heliocéntrica donde no se encontraría con la Tierra durante al menos varios cientos de años.
- Guiar Herschel en un curso hacia la Luna para una colisión destructiva de alta velocidad que ayudaría en la búsqueda de agua en un polo lunar. Herschel tardaría unos 100 días en llegar a la Luna.[34]

Los gerentes eligieron la primera opción porque era menos costosa.
El 17 de junio de 2013, Herschel se desactivó por completo, sus tanques de combustible se agotaron y el ordenador a bordo se programó para detener las comunicaciones con la Tierra. El comando final, que cortó las comunicaciones, fue enviado desde el Centro Europeo de Operaciones Espaciales (ESOC) a las 12:25 UTC.
La fase posterior a las operaciones de la misión continuó hasta 2017. Las tareas principales fueron la consolidación y el refinamiento de la calibración de los instrumentos, para mejorar la calidad de los datos, y el procesamiento de datos, para crear un cuerpo de datos validados científicamente.

### Después de Herschel
Tras la desaparición de Herschel, algunos astrónomos europeos han impulsado el proyecto conjunto europeo-japonés SPICA del observatorio de infrarrojo lejano, así como la colaboración continua de la ESA en el Telescopio Espacial James Webb. James Webb cubre el espectro del infrarrojo cercano de 0,6 a 28,5 µm, y SPICA cubre el rango espectral del infrarrojo medio a lejano entre 12 y 230 µm. Si bien la dependencia de Herschel del refrigerante de helio líquido limitó la vida útil del diseño a alrededor de tres años, SPICA habría utilizado el enfriador Joule-Thomson para mantener las temperaturas criogénicas durante más tiempo. La sensibilidad de SPICA iba a ser dos órdenes de magnitud superior a la de Herschel.
El Origins Space Telescope (OST) propuesto por la NASA también observaría en la banda de luz de infrarrojo lejano. Europa lidera el estudio de uno de los cinco instrumentos de OST, el Heterodyne Receiver for OST (HERO).